# 「手紙」
『「手紙」』（てがみ）は、2003年11月12日に発売された175Rのメジャー3枚目、通算5枚目のシングル。販売元は東芝EMI（現、EMIミュージック・ジャパン）。

## 概要
- アルバム『Songs』からのリカット。
- 曲名に含まれる鉤括弧（「」）は封筒を意味している。

## 収録曲
全曲とも作詞・作曲：SHOGO／編曲：175R、佐久間正英。
1. 「手紙」 -Single Version-
『Songs』に収録されたものとはミックスが異なる。
2. 夏・ハナビ・17才
3. BAN!BAN!BANG!